# 목포 문태고등학교 본관
목포 문태고등학교 본관은 대한민국 전라남도 목포시 용당동에 있는, 문태고등학교의 본관 건물이다. 2014년 10월 30일, 대한민국의 국가등록문화재 제640호로 지정되었다.

## 개요
본관은 중앙부와 양단부를 뒤로 돌출시킨 E자형 평면으로 중앙부와 양단부 전면에 삼각형의 박공을 두어 정면성을 강조하였으며, 인근에서 산출되는 석재를 사용하여 하단부는 큰 혹두기 방식으로 다듬어 구조체의 질 감을 강조하고 상부는 잔다듬으로 비교적 매끈하게 처리하는 등 다양한 형식의 석재 표면 다듬기가 특징적이다.

## 참고 자료
- 목포 문태고등학교 본관 - 국가유산청 국가유산포털